# Hohenems
Hohenems ist eine Stadt mit 17.432 Einwohnern (Stand 1. Jänner 2025) im Bezirk Dornbirn des österreichischen Bundeslandes Vorarlberg.
In der Stadt befindet sich der Palast Hohenems, das ehemalige Residenzschloss der Grafen von Hohenems. Im 18. Jahrhundert wurden in der Schlossbibliothek zwei der drei bedeutendsten Handschriften des Nibelungenliedes gefunden. Hohenems war vom 17. bis zum 19. Jahrhundert Wohnsitz zahlreicher jüdischer Familien. Im 20. Jahrhundert wurde Hohenems durch das Musikfestival Schubertiade weltbekannt. Hohenems ist außerdem die einzige Stadtgemeinde in Vorarlberg, die kein Bezirksstandort ist.

## Geografie
Hohenems liegt in Vorarlberg, dem westlichsten Bundesland von Österreich im mittleren Vorarlberger Rheintal an der Grenze zur Schweiz auf 432 Metern Höhe. Hohenems liegt am Fuße der Schuttannenberge und der Kugelgruppe, beides sind Untergruppen des Bregenzerwaldgebirges. 42,0 % der Fläche sind bewaldet.
Es existieren keine weiteren Katastralgemeinden in Hohenems.

### Stadtteile
Hohenems gliedert sich in elf Stadtteile:
| „über der Bahn“ - Klien - unter der Burg - Emsreute - Markt - Weiler - Berg - Schwefel | „unter der Bahn“ - Gmuand - Sohl - Herrenried - Bauern |

### Gewässer
- Buchenauerbach
- Emsbach
- Ermenbach
- Fallbach
- Finsternaubach
- Gießenbach
- Gillbach
- Gsohlbach
- Haselwurzbach/Oberklienbach
- Hohenemserach
- Höllbach
- Koblacher Kanal
- Krebsgraben
- Kugelbach
- Landgraben (Friedgraben)
- Luchsfallabach
- Öhesackertobel
- Pelzreutebach
- Reutebach
- Rheintal-Binnenkanal
- Salzbach
- Schwefelbach
- Sohlgraben
- Sommerriesbach
- Steckenwegbach
- Spitzeneggbach
- Steinbach
- Stuarottelbach
- Tugsteinbach
- Unterklienbach
- Wildbach

### Nachbargemeinden
Die Stadtgemeinde Hohenems grenzt an sechs andere politische Gemeinden. Zwei von diesen, nämlich die Marktgemeinde Lustenau und die Bezirkshauptstadt Dornbirn, liegen im selben politischen Bezirk (Dornbirn), drei im Bezirk Feldkirch (Fraxern, Götzis und Altach) und die Gemeinde Diepoldsau im Schweizer Kanton St. Gallen. Im Fall von Diepoldsau bildet damit die Gemeindegrenze im Alten Rhein gleichzeitig die Staatsgrenze zwischen Österreich und der Schweiz. Diese ist gleichzeitig EU-Außengrenze, jedoch sind seit dem Beitritt der Schweiz zum Schengenraum im Jahr 2008 die systematischen Personenkontrollen an der Grenze abgeschafft.
| Diepoldsau  | Lustenau                                    |              |
|             | Kompassrose, die auf Nachbargemeinden zeigt | Dornbirn     |
| Altach (FK) | Götzis (FK)                                 | Fraxern (FK) |

## Geschichte

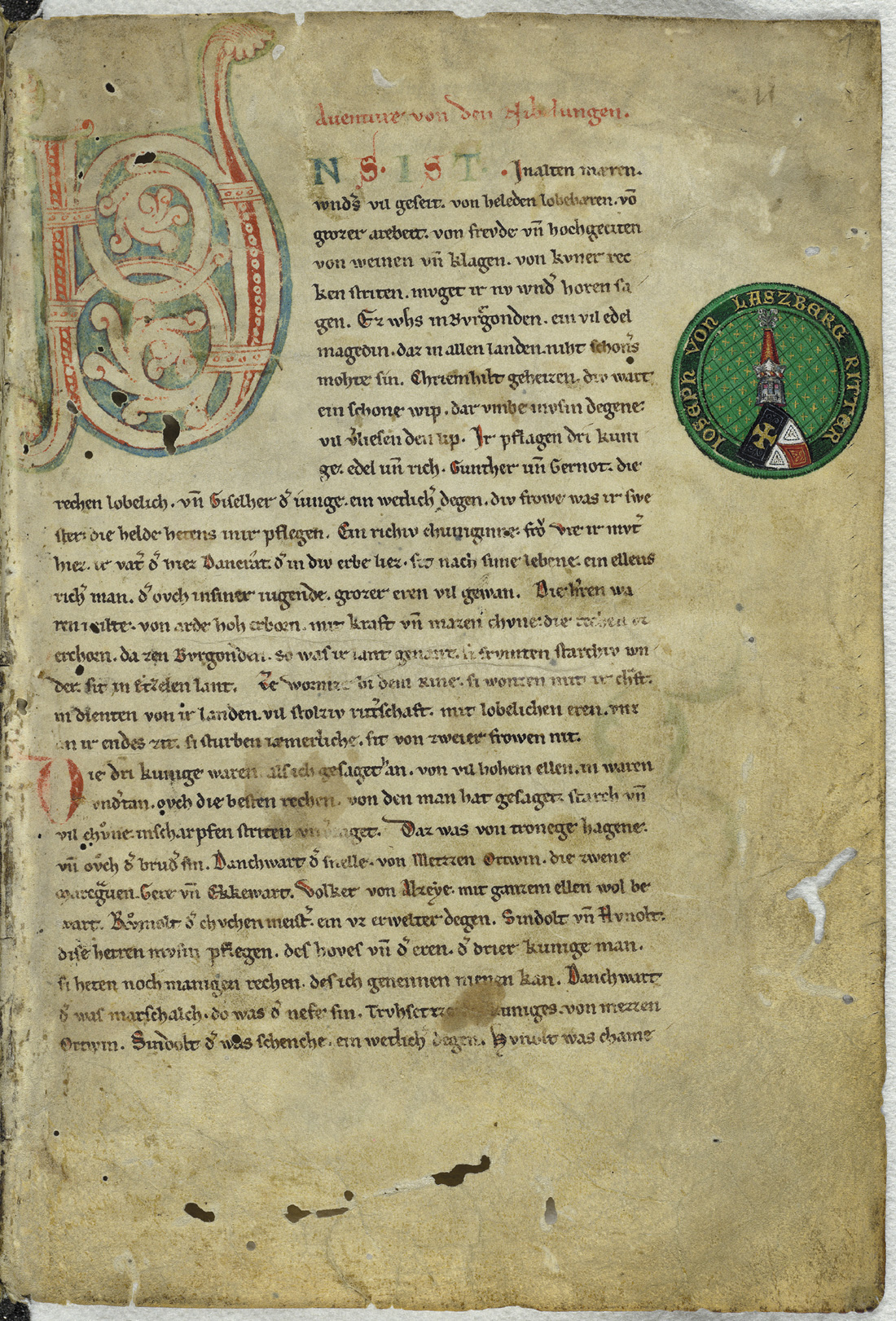
Erste Seite der Handschrift C des Nibelungenlieds (um 1220)

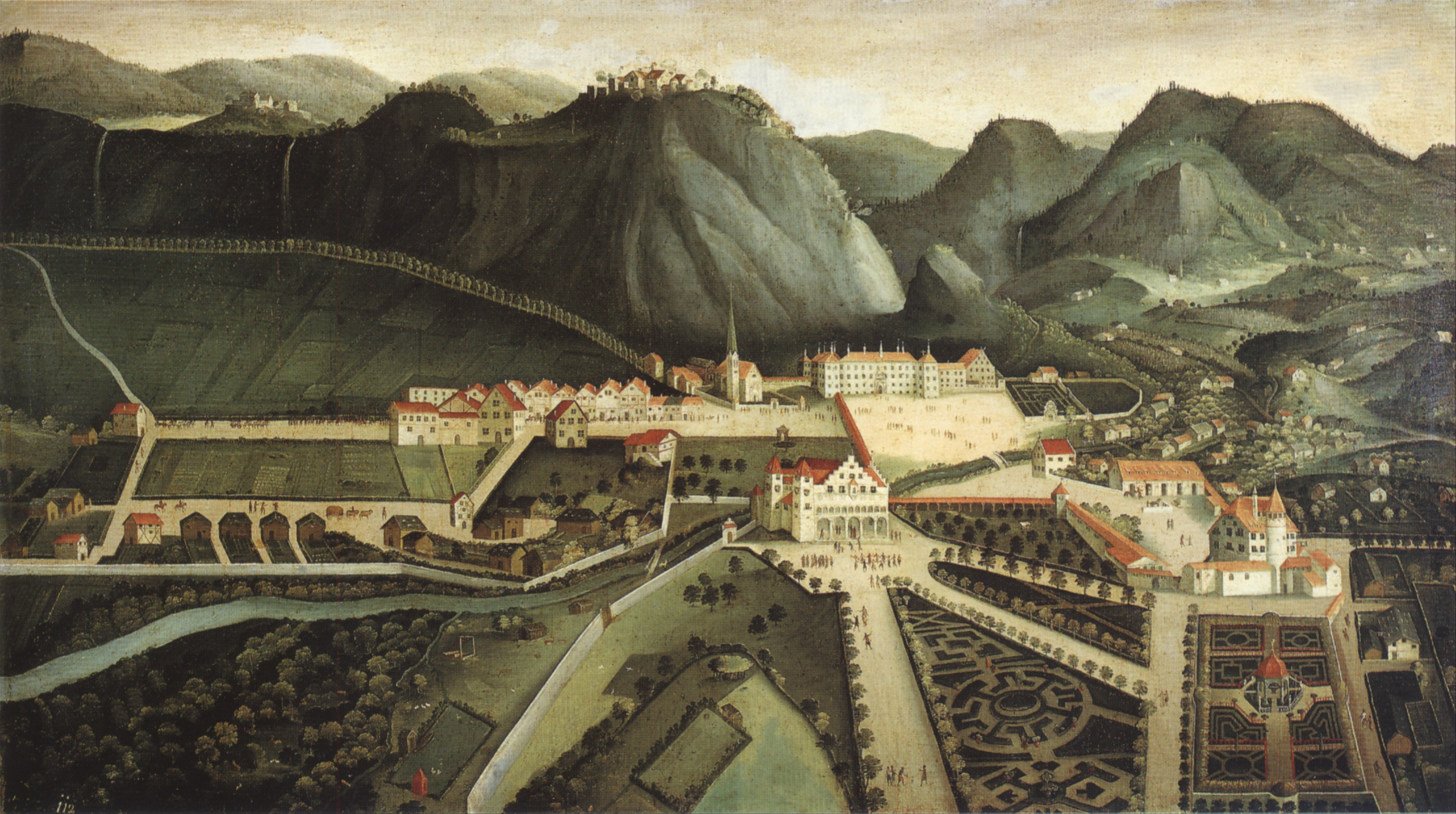
Hohenems 1613

### Stadtwappen und Herkunft des Hauses Hohenems
Das Stadtwappen von Hohenems, historisch auch Hohenembs, der Steinbock, dürfte auf dasselbe Wappentier im Wappen von Graubünden zurückzuführen sein, denn eine erste urkundliche Erwähnung des Geschlechts derer von Ems findet sich für das Jahr 1170 für Ober- oder Wälsch-Ems ob Chur. Ob die Emser Grafen aber tatsächlich von diesem Ort herstammen, ist umstritten, so findet sich bei Historiker Andreas Ulmer der Hinweis, dass die Grafen von Ems eventuell auch von Stammvater Hainricus de Amides, einem Halbbruder des letzten Grafen von Bregenz namens Rudolf (gest. 1160), abstammen könnten.

### Mittelalter
Der Beginn der Besiedlung im Raum Hohenems ist nicht bekannt. Seit Ende des 12. Jahrhunderts gehörte die Burg Altems der Herren von Ems zu den mächtigsten und größten Burganlagen (350 Meter lang und 80 Meter breit) im süddeutschen Raum. Die Stauferfestung diente unter anderem als Verwahrungsort für prominente Gefangene wie ab 1195 Wilhelm III. (Sizilien) oder im Jahr 1206 Erzbischof Bruno von Köln. 1406 brannten die Appenzeller im so genannten Bund ob dem See den Ort Ems vollständig nieder.
Im Jahr 1333 wurde Hohenems das Stadtrecht zuerkannt, das jedoch nicht realisiert wurde, weil für den Bau der Stadtmauer die finanziellen Mittel nicht aufgebracht wurden.
Zur Geschichte des Heilbades siehe Schwefel-Bad.

### Freie Reichsgrafschaft
Kaiser Ferdinand I. erhob am 27. April 1560 Ems zu einer Reichsgrafschaft. Am Fuß des Schloßberges wurde ein Renaissance-Palast errichtet. 1570 stattete Karl Borromäus Graf Jakob Hannibal, dem Gatten seiner Halbschwester Hortensia, einen kurzen Besuch ab. Dem wegen seiner Verdienste um die Gegenreformation heiliggesprochenen Karl Borromäus ist die Stadtpfarrkirche geweiht, er ist Stadtpatron von Hohenems. Graf Kaspar erwarb die Reichsgrafschaft Vaduz sowie die Freiherrschaft Schellenberg und verlieh der Grafschaft Hohenems das Marktprivileg.
Ende des 18. Jahrhunderts erlangte Hohenems mit dem Fund von Teilen des Nibelungenliedes Bekanntheit: 1755 wurde im Palast in der Bibliothek des Lindauer Arztes Jacob Hermann Oberreit die „Handschrift C“ entdeckt, und 1779 tauchte, wiederum im Palast, auch die „Handschrift A“ auf.

### Herrschaft der Habsburger
1765 kam es zum Erwerb der Grafschaft Hohenems durch Österreich. Die Habsburger regierten sie wechselnd von Tirol bzw. Vorderösterreich (Freiburg im Breisgau) aus. Von 1805 bis 1814 gehörte der Ort zu Bayern, dann, nach vierjährigem Streit um die Besitzrechte, wieder zu Österreich. Die jeweiligen habsburgischen Herrscher wiesen den Titel eines Grafen von Hohenems im Großen Titel aus. Franz Joseph I. pflegte bei privaten Auslandsreisen unter dem Titel eines Grafen von Hohenems unterwegs zu sein, um seinen Gastgebern störende protokollarische Pflichten zu ersparen.
Zum österreichischen Bundesland Vorarlberg gehört Hohenems seit dessen Gründung 1861.
1595 wurde die Schwefelkapelle errichtet, 1607 die Kapelle hl. Sebastian und hl. Antonius, 1617 die Kapelle hl. Karl Borromäus und 1898 die Kapelle hl. Josef in Unterklien.

### Emser Chronik
Im Jahre 1616 wurde von Bartholomäus Schnell (* 1580 in Langenargen, † 19. April 1649 in Hohenems) die erste Druckerei Vorarlbergs, die Gräflich Hohenemsische Buchdruckerei (1616–1730) in Hohenems errichtet. Mit der von ihm im selben Jahr vorgelegten Emser Chronik gelang Schnell gleich zu Beginn seiner Tätigkeit in Hohenems ein „Meisterwerk der Buchdruckerkunst“, das mehrfach als „das schönste je in Vorarlberg gedruckte Buch“ bezeichnet wurde. Ein gut erhaltenes Exemplar zählt heute zu den Kostbarkeiten der Landesbibliothek in Bregenz.
Das von Johann Georg Schleh aus Rottweil 1613 fertiggestellte Werk bedeutete gleichzeitig den „Beginn der Vorarlberger Landesgeschichtsschreibung“: Etwa 100 Wappen werden in diesem Werk dargestellt – ebenso wie kartografische Holzschnitte, unter anderem die älteste überlieferte Karte Vorarlbergs. Nicht zuletzt deshalb stellt die Emser Chronik wohl den Höhepunkt der Buchdruckerkunst in Vorarlberg dar. Die politischen Absichten, die hinter diesem Werk steckten, werden in der Vorarlberger Landkarte, die das gesamte heutige Vorarlberg zeigt, deutlich: Mit schraffierten Grenzen ist darin jenes Gebiet gekennzeichnet, das, wenn es nach dem Willen des Initiators Graf Kaspar von Hohenems gegangen wäre, als „Unterrätien“ einen souveränen Territorialstaat unter der Herrschaft der Emser Grafen bilden sollte.
1663 wurde die Druckerei von Johann Kaspar Schwendimann geleitet, der mit dem „Philotheus“ (autobiographischer Schäferroman) des Barockdichters Laurentius von Schnüffis den neben der Emser Chronik wohl bekanntesten Hohenemser Druck hervorbrachte.

### Jüdische Gemeinde
1617 legte ein Schutzbrief des Reichsgrafen Kaspar von Hohenems die rechtliche Grundlage für die Ansiedelung von jüdischen Familien und den Aufbau einer jüdischen Gemeinde. Der Reichsgraf erhoffte sich dadurch wirtschaftliche Impulse für seinen Markt. Im 17. Jahrhundert kam es zu Vertreibungen, nachdem aber den jüdischen Familien die Rückkehr gestattet wurde, florierte die jüdische Gemeinde. Es kam zum Bau einer Synagoge, eines Ritualbads (Mikwe) und eines Armenheims, auch ein Friedhof wurde angelegt.
1797 gründete der aus Augsburg stammende Herz Jakob Kitzinger das erste Kaffeehaus Vorarlbergs. Das „Kaffeehaus Kitzinger“ war bald Treffpunkt für die verschiedensten israelitischen Geselligkeitsvereine. So gründeten jüdische Bürger 1813 in diesem Haus die Lesegesellschaft. Bis in die erste Hälfte des 19. Jahrhunderts wuchs die Gemeinde kontinuierlich, den Höhepunkt erreichte die Zahl der jüdischen Einwohner 1862 mit 564 Menschen. Die Staatsgrundgesetze von 1867 und die damit verbundene freie Wahl des Wohnortes für Juden führten dann zu einer starken Abwanderung in umliegende Städte, sodass 1890 nur noch 118 Juden in der Stadt lebten.
1935 zählte die jüdische Gemeinde nur mehr 35 Mitglieder. 1938 nach dem Anschluss Österreichs wurde jüdisches Eigentum durch die Gemeinde Hohenems „arisiert“. Dem folgte die Zwangsauflösung der Kultusgemeinde im Jahr 1940 und die Deportation verbliebener Gemeindemitglieder in die Vernichtungs- und Konzentrationslager. Als letzte Jüdin wurde Frieda Nagelberg am 25. Februar 1942 aus Vorarlberg deportiert.
Nach dem Ende des Zweiten Weltkriegs im Jahr 1945 wurden vorübergehend jüdische Displaced Persons (DPs) angesiedelt. Von den ehemaligen Gemeindemitgliedern kehrte keines zurück.
Nach 1945 erwarb die Gemeinde Hohenems die Liegenschaften der Synagoge von der IKG Innsbruck, um sie in ein Feuerwehrhaus umzuwandeln. Das daneben liegende Rabbinatshaus wurde abgerissen. Auf Grund des großen Engagements der Kultusgemeinde St. Gallen konnte verhindert werden, dass die Grabsteine vom Friedhof entfernt und aus den alten Zedern Bleistifte gemacht wurden. Der Friedhof selbst hätte zur Christbaumpflanzung genutzt werden sollen. (Dreier 1988: 232 f.)
Gad Hugo Sella, der 1912 als Hugo Silberstein in Innsbruck geboren wurde und 1938 Österreich noch rechtzeitig verlassen konnte, schildert in einem Vor-Ort-Bericht aus dem Jahre 1977 seine Erfahrungen:

„Von der blühenden jüdischen Gemeinde Hohenems ist – außer dem Friedhof – nichts übriggeblieben. […] Die Synagoge, ein großes Gebäude, in der Jahrhunderte das Wort Gottes gepredigt wurde, ist ein Gerätehaus der Feuerwehr Hohenems geworden, wahrlich eine Blasphemie, für die es keine Entschuldigung gibt. Auch Hohenems ist heute judenrein.“

Heute sind zahlreiche Bauten im Jüdischen Viertel wieder in sehr gutem Zustand. Die ehemalige Synagoge wurde im Zuge aufwändiger Restaurierungen äußerlich wieder nahe an den Originalzustand versetzt und dient heute als öffentlicher Saal (siehe Bauwerke). Auch zahlreiche Privathäuser und ehemalige Kultuseinrichtungen, darunter die Mikwe und die ehemalige jüdische Schule, wurden restauriert. Der jüdische Friedhof wird weiterhin aktiv als Grabesstätte benützt.
2014 wurden Stolpersteine als Erinnerung verlegt.

### 20. Jahrhundert
Mit dem Diepoldsauer Rheindurchstich und der Rheinregulierung endete 1923 die seit Jahrhunderten bestehende ständige Gefahr von Überschwemmungen und eine weitere Besiedlung der Talsohle wurde ermöglicht.
Der Ort war nach dem 2. Weltkrieg von 1945 bis 1955 Teil der französischen Besatzungszone in Österreich. Seit 1969 gehört die Gemeinde zum neu gegründeten Bezirk Dornbirn.
1983 wurde Hohenems von der Vorarlberger Landesregierung anlässlich des 650-Jahre-Jubiläums des Stadtrechts von 1333 zur Stadt erhoben und ist somit die jüngste Stadt in Vorarlberg.
Seit 1998 ist Hohenems Standort des ersten Krematoriums in Vorarlberg, eines von derzeit (Stand 2021) 17 aktiven Krematorien in Österreich.
2014 wurden auch in Hohenems Stolpersteine für Opfer des Nationalsozialismus verlegt.

### Bevölkerungsentwicklung
Hohenems beherbergt aktuell 17.432 Einwohner (Stand 1. Jänner 2025), wobei der Ausländeranteil zum Jahresende 2002 14,5 Prozent betrug und damit über dem Landesdurchschnitt lag.

## Politik

### Stadtvertretung
In Vorarlberg wählen die Bürger alle fünf Jahre die Mitglieder der Stadtvertretung durch Ankreuzen eines Listen-Wahlvorschlages bzw. durch Mehrheitswahl wenn kein Listenvorschlag vorliegt. Weiters den Bürgermeister durch Ankreuzen eines Wahlvorschlages.
Die Stadtvertretung, deren Mitglieder als „Gemeinderäte“ bezeichnet werden, wählt in der konstituierenden Sitzung aus ihrer Mitte – sofern keine Wahl durch die Bürger zustande kam – gemäß § 61 Gemeindegesetz einen Bürgermeister und dann einen mindestens dreiköpfigen Stadtvorstand. Die Zahl dieser „Stadträte“ darf aber gemäß § 55 den vierten Teil der Zahl der Gemeindevertreter nicht übersteigen.
Der Bürgermeister führt den Vorsitz bei den generell öffentlichen Sitzungen der Stadtvertretung, in denen kommunale Belange besprochen und Beschlüsse gefasst werden. Beobachter haben kein Mitspracherecht und kein Stimmrecht. Die Stadtvertretung kann nach Bedarf Ausschüsse bestellen. Sitzungen der Stadträte und der Ausschüsse sind nicht öffentlich.

#### Sitzverteilung nach den Wahlen
- Gemeindevertretungswahlen 1985: ÖVP 18, SPÖ 10, GRÜNE 3, FPÖ 2.[13]
- Gemeindevertretungswahlen 1990: ÖVP 13, SPÖ 12, FPÖ 4, GRÜNE 4.[14]
- Gemeindevertretungswahlen 1995: ÖVP 12, SPÖ 8, FPÖ 5, ULH 3, GRÜNE 3, Die Emsigen 2.[15]
- Gemeindevertretungswahlen 2000: ÖVP 18, FPÖ 6, SPÖ 4, Die Emsigen 3, GRÜNE 1, ULH 1.[16]
- Gemeindevertretungswahlen 2005: ÖVP 19, SPÖ 4, FPÖ 4, Die Emsigen 3, GRÜNE 2, ULH 1.[17]
- Gemeindevertretungswahlen 2010: ÖVP 15, FPÖ 7, Bürgerbewegung Hohenems 5, EMSIGE und GRÜNE 3, SPÖ 3.[18]
- Gemeindevertretungswahlen 2015: FPÖ 16, ÖVP 12, EMSIGE & GRÜNE 6, Bürgerbewegung Hohenems 1, SPÖ 1.[19]
- Gemeindevertretungswahlen 2020: FPÖ 17, ÖVP 7, GRÜNE 6, Ems isch üsr 4, Steinbruch-Gegner 1, SPÖ 1.[20]
- Gemeindevertretungswahlen 2025: FPÖ 18, GRÜNE  6, ÖVP 5, Ems isch üsr 4, NEOS 1, Emser Liste 1, SPÖ 1.[21]

### Bürgermeister
- 1818–1830 / 1834–1847 Andrä Peter (Gemeindevorsteher)
- 1850–1856 Johann Peter (Gemeindevorsteher, dann Bürgermeister)
- 1856–1859 Hermann Spieler
- 1859–1861  Anmerkung 1
  1. Alois Peter (Bürgermeister der Christengemeinde)
  2. Samuel Menz (Bürgermeister der Israelitengemeinde)
- 1861–1864 Jakob Mathis
- 1864–1867 Anton Spieler
- 1867–1869 Johann Häfele
- 1869–1882 Johann Georg Witzemann
- 1882–1885 Josef Anton Waibel
- 1885–1896 Hermann Mathis (CSP)
- 1896–1904 August Reis (Liberal)
- 1904–1912 Alois Peter (Liberal)
- 1913 Amtsverwalter Graf Clemens von Brandis
- 1913–1919 Alois Amann (CSP)
- 1919–1937 August Waibel (CSP)
- 1937–1938 August Mathis (CSP)
- 1938 Karl Hämmerle (NSDAP, kommissarisch eingesetzt)
- 1938–1945 Josef Wolfgang (NSDAP)
- 1945–1965 Hanny Amann (ÖVP)[22]
- 1964–1990 Otto Amann[22]
- 1990–1997 Herbert Amann (ÖVP)[22]
- 1997–2004 Christian Niederstetter (ÖVP)[22]
- 2004–2015 Richard Amann (ÖVP)[22][23][24]
- seit 23. Dezember 2015 Dieter Egger (FPÖ)[24][25]

### Finanzen
Das Budget sieht für 2013 Ausgaben in der Höhe von knapp 38 Millionen Euro vor. Für den Ausgleich des Haushalts müssen Darlehen in der Höhe von 1,17 Millionen aufgenommen werden. Die Verschuldung wird sich bis Jahresende auf 21,66 Millionen reduzieren. Der Voranschlag der Stadt Hohenems Immobilienverwaltungs GmbH & Co.KG (GIG) sieht für 2013 Einnahmen und Ausgaben in der Höhe von 1,25 Millionen Euro vor. Der Schuldenstand der GIG, über die Sanierungen von städtischen Gebäuden durchgeführt werden, wird Ende 2013 auf 11,98 Millionen sinken.

### Städtepartnerschaften
- Bystré (Tschechien) seit 1997
- Polička (Tschechien) seit 1997
- Ostfildern (Deutschland) Städtefreundschaft seit 2009

## Kultur und Sehenswürdigkeiten
Die nach Bludenz zweitkleinste Stadt Vorarlbergs bietet ein vielfältiges Angebot an Kultur und hat einige Sehenswürdigkeiten im Stadtgebiet.

### Museen

#### Jüdisches Museum Hohenems

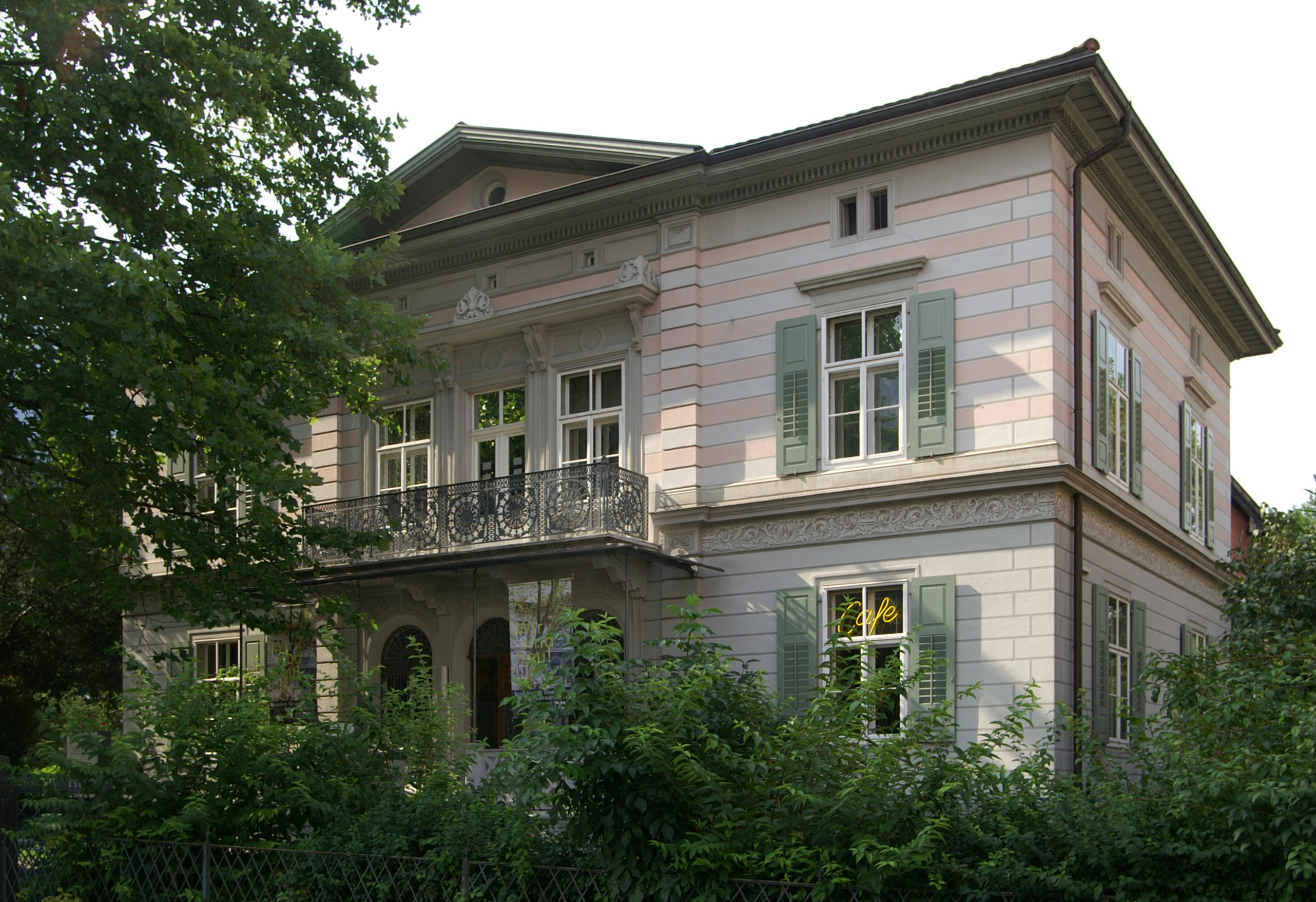
Jüdisches Museum in Hohenems

Das Jüdische Museum Hohenems ist ein regionales Museum mit internationaler Ausstrahlung. Es erinnert an die landjüdische Gemeinde Hohenems und deren vielfältige Beiträge zur Entwicklung Vorarlbergs und der umliegenden Regionen. In Veranstaltungen des Museums setzt man sich mit jüdischer Gegenwart in Europa, der Diaspora und Israel sowie mit Fragen der Zukunft der europäischen Einwanderungsgesellschaft auseinander.
Siehe auch: Mikwe (Hohenems).

#### Musik-Museen
In Zusammenhang mit dem hier gegründeten Musikfestival Schubertiade entstanden einige Museen, die sich mit unterschiedlichen Aspekten der hier dargebotenen Musik beschäftigen. Das Schubertiade-Museum widmet sich den Bemühungen der Nachwelt um Werke und Person des Wiener Komponisten Franz Schubert. Im Mittelpunkt stehen Persönlichkeiten, die sich als Interpreten, Herausgeber oder Lehrer um Schubert verdient gemacht haben. Das gegenüber liegende Dreimäderlhaus-Museum geht – ausgehend von der gleichnamigen Operette von 1916 – den Legenden und Kuriositäten nach, welche die Beschäftigung mit Schubert hervorgebracht hat. Das Elisabeth-Schwarzkopf-Museum ist einer der bedeutendsten Sopranistinnen des 20. Jahrhunderts, Elisabeth Schwarzkopf, gewidmet. Im Musik- und Schallplatten-Museum Walter Legge sind Originaldokumente aus dem umfangreichen Archiv des ersten und eines der bedeutendsten Schallplattenproduzenten klassischer Musik zu sehen.

#### Hohenems- und Nibelungenlied-Museum
In diesem Museum geht es um die reiche Geschichte der Stadt, wozu auch die Entdeckung der Nibelungen-Handschriften C und A Ende des 18. Jahrhunderts gehört.

#### Museum Stoffels Säge-Mühle

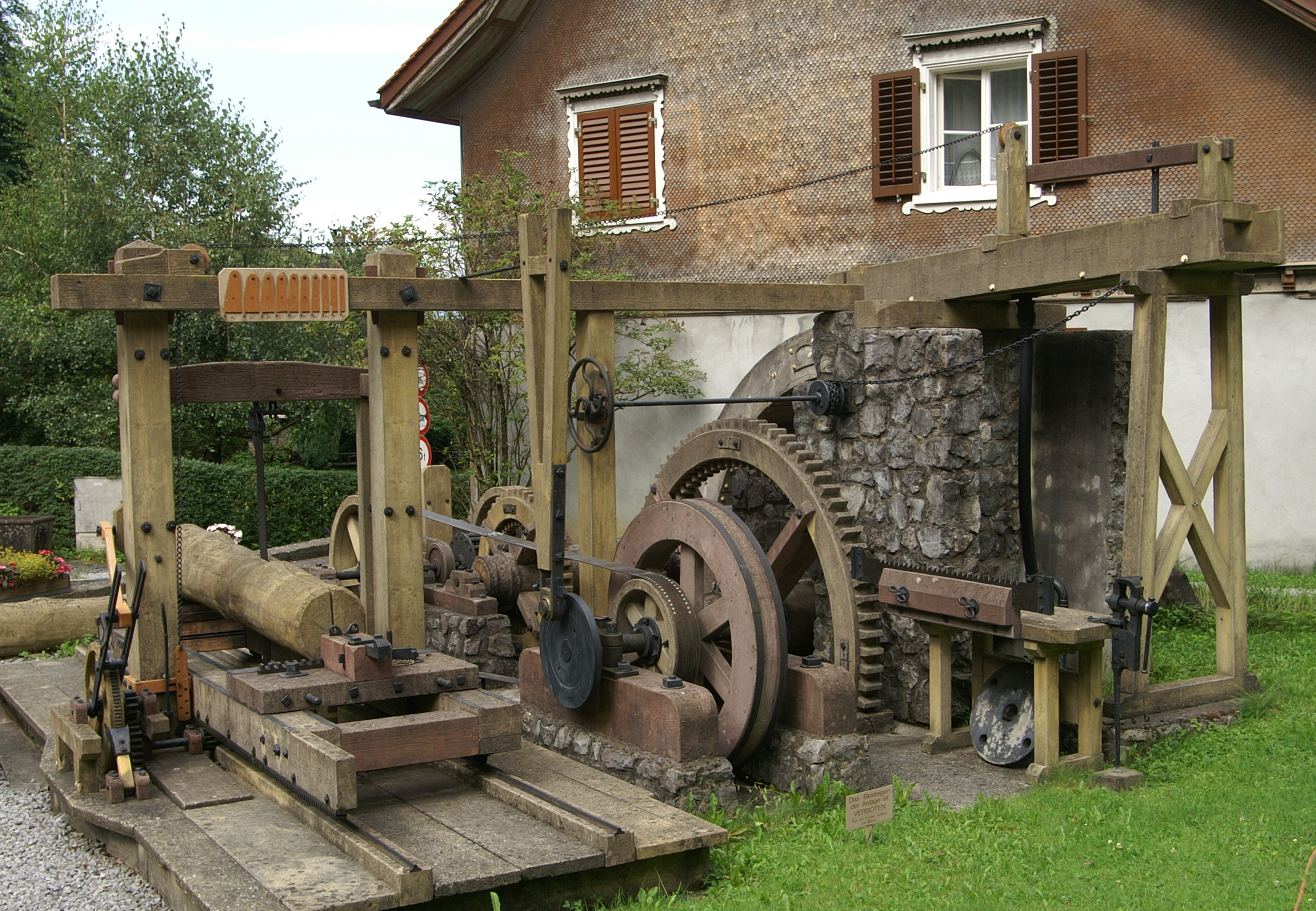
Stoffels Säge-Mühle

Das Museum „Stoffels Säge-Mühle“ befindet sich in einem historischen Gewerbegebiet, das bereits 1626 urkundlich erwähnt wurde. Seit 1835 befindet sich das Gebäude, das damals bereits zwei durch Wasserräder angetriebene Sägen beherbergte, im Besitz der Familie Amann (Hausname „Stoffels“). Das Museum dokumentiert auf 600 m² Fläche 2000 Jahre Technik und Entwicklung von Mühlen und Sägemühlen bis in die Gegenwart. Es besteht dabei aus zwei Teilen:
Im Freilichtmuseum sind eine historische, wasserradangetriebene Säge und Mühle in Originalgröße und der ursprünglichen Umgebung ausgestellt, dazu sind 30 Werkzeuge für das Säge- und Mühlengewerbe sowie die Laufräder der Pelton-, Kaplan- und Francis-Turbine zu betrachten.
Das Mühlenmuseum beherbergt 35 Müllereimaschinen aus der Zeit von 1880 und Mühlentechnik angefangen von der Zeit von 1920 bis 1955 bis hin zu computergesteuerten Mühlen aus den 1990er Jahren. Schautafeln informieren über Weizenanbau und Mehlerzeugung.

#### Alte-Zeiten-Museum, Viertel Säge
Der Trägerverein Alte-Zeiten-Museum saniert(e) das Holzhaus Sägerstraße 5, das mittels Dendrochronologie auf das Jahr 1602 datiert wurde. Das kleine Geschichtsmuseum – eröffnet im April 2016 – zeigt die Hausgeschichte und beleuchtet das Leben in Hohenems zu Beginn des 17. Jahrhunderts. Im Garten finden sich alte Nutzpflanzen.

#### Arche Noah – Sammlung Kunst & Natur
Seit Mai 2019 zeigt das Privatmuseum im Bäumler Park, Markus-Sittikus-Straße 20 zwei Sammlungen von Hans Bäumler aus Ingolstadt. In einer ehemaligen Textilfabrik seiner Familie sind Tierpräparate – Schmetterlinge, Wild, Albinos –, sowie Fossilien und Mineralien aus verschiedenen Ländern und andererseits Gemälde zu sehen. Aus der Spätromantik des 19. Jahrhunderts Bilder etwa von Waldmüller und Spitzweg. Werke von französischen und deutschen Impressionisten und Post-Impressionisten, wie Manet, Monet, Renoir, Gauguin, Liebermann. 107 Werke bilden ein Panorama aus 130 Jahre Kunstgeschichte, das jüngste ist ein Stillleben von Picasso aus 1945/46.

### Bauwerke

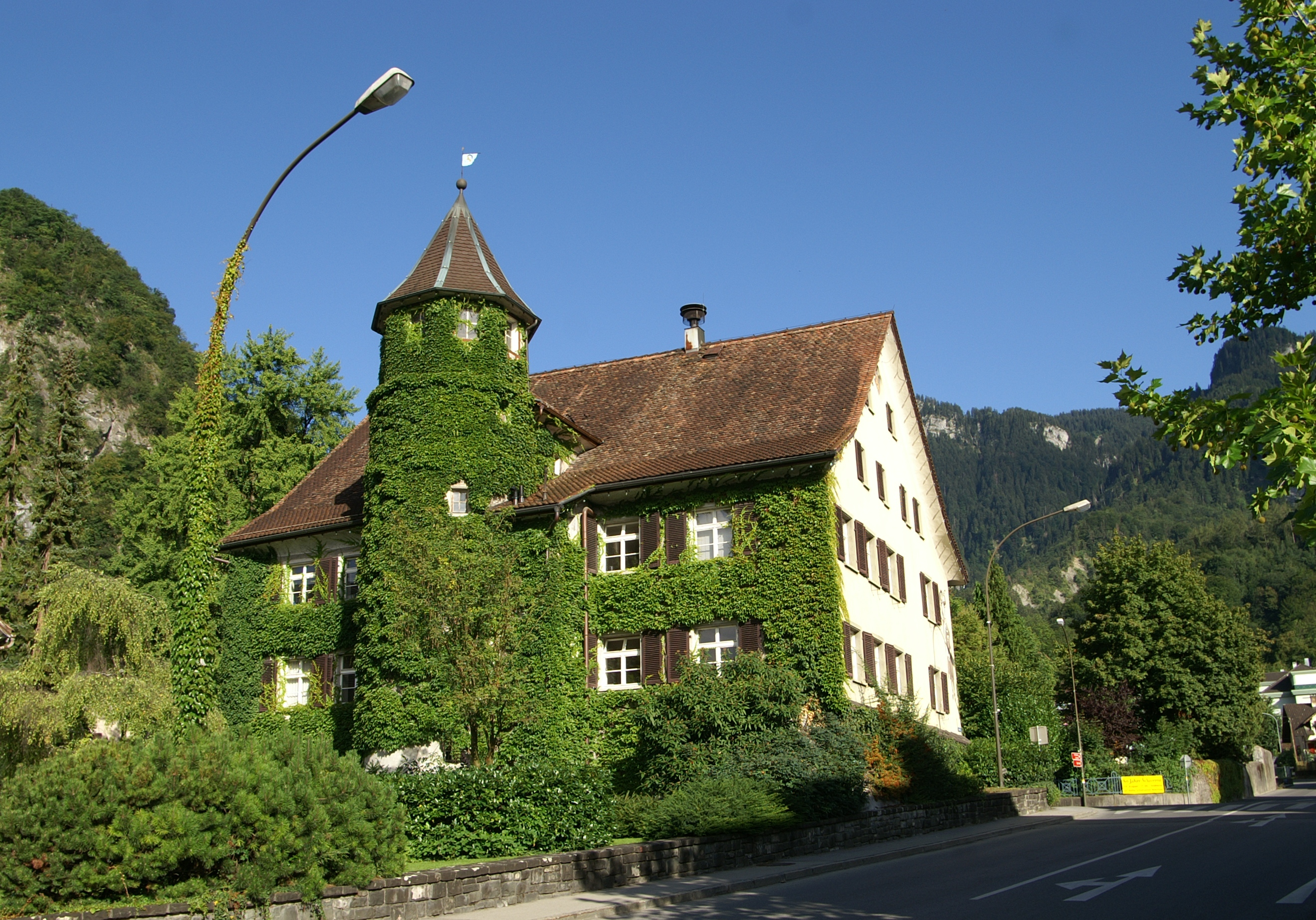
Rathaus

- Ruine Alt-Ems
 Die Burganlage Alt-Ems war mit sieben Toren, einer Zugbrücke und 47 Räumlichkeiten einst eine der größten Burganlagen im süddeutschen Raum. In 740 Metern Meereshöhe, etwa 300 Meter über dem Rheintal, hatte die Burg ursprünglich eine Länge von 800 Metern und eine Breite von bis zu 85 Metern. Im inneren Burghof ist noch der sagenumwobene Konradsbrunnen sichtbar.[34]
Seit 2006 wird die Ruine saniert.

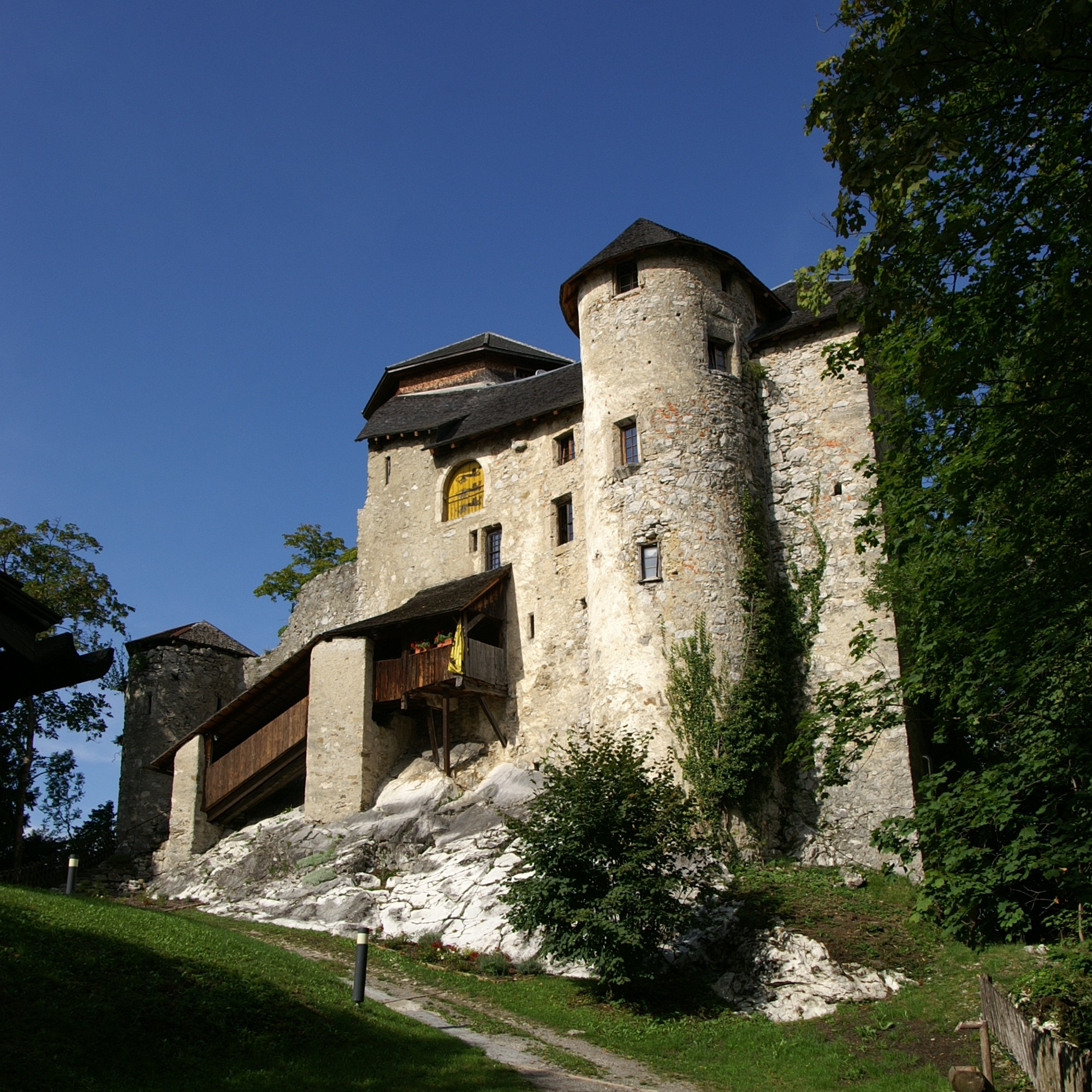
Schloss Glopper

- Schloss Glopper – Burg Neu-Ems
 Im Jahre 1343 erbaute Ritter Ulrich I. von Ems auf dem Bergrücken des Rheintales in Emsreute, nahe seiner Feste Alt-Ems, eine neue Burg, um seiner vielköpfigen Familie in unruhiger Zeit einen festen Hort zu schaffen.
Die Burg Neu-Ems, auch Schloss Glopper und im Volksmund kurz Glopper genannt, besteht aus einem einheitlichen Bauensemble aus kleinräumiger Hochburg mit einem bergfriedartigen Bollwerk sowie einem angebauten Palas und einer tiefer gelegenen Vorburg. 1843 fiel die Burg an Clemens Waldburg-Zeil-Lustenau-Hohenems und befindet sich seither durchgehend im Besitz der Familie Waldburg-Zeil.

- Palast Hohenems
 Der Palast von Hohenems wurde von Martino Longhi in den Jahren 1562 bis 1567 geplant und erstellt.
Das Gebäude ist ein regelmäßiger dreigeschoßiger Baukörper mit Satteldächern mit einem rechteckigen Innenhof. Im Norden und Süden befinden sich zweiachsige Eckrisalite unter Kegeldächern, die Mittelachse wird durch ein plastisch gegliedertes Rundbogenportal betont. Der Palast Hohenems ist der bedeutendste Renaissancebau Westösterreichs. Er wird bis heute bewohnt sowie für Gastronomie und Veranstaltungen genutzt.

- Rathaus
 Das Rathaus gehörte ursprünglich als Gästehaus zum Palast und wurde ebenfalls von Martino Longhi geplant. Eine zweiarmige Freitreppe führt zum erhöhten Eingang.

- Altes Rathaus
 Das alte Rathaus befindet sich im ältesten Stadtgebiet von Hohenems an der Sägerstraße in Richtung Emsreute und diente von 1637 bis 1830 als Rathaus. Das Gebäude, das auch unter dem Namen Kanzlei bekannt ist, ist im Besitz der Stadt und steht unter Denkmalschutz. Ein eingekerbtes Beil in einem Fenstersimsbalken erinnert an die frühere gräfliche Blutgerichtsbarkeit, so jedenfalls lautet die bekannte Überlieferung.

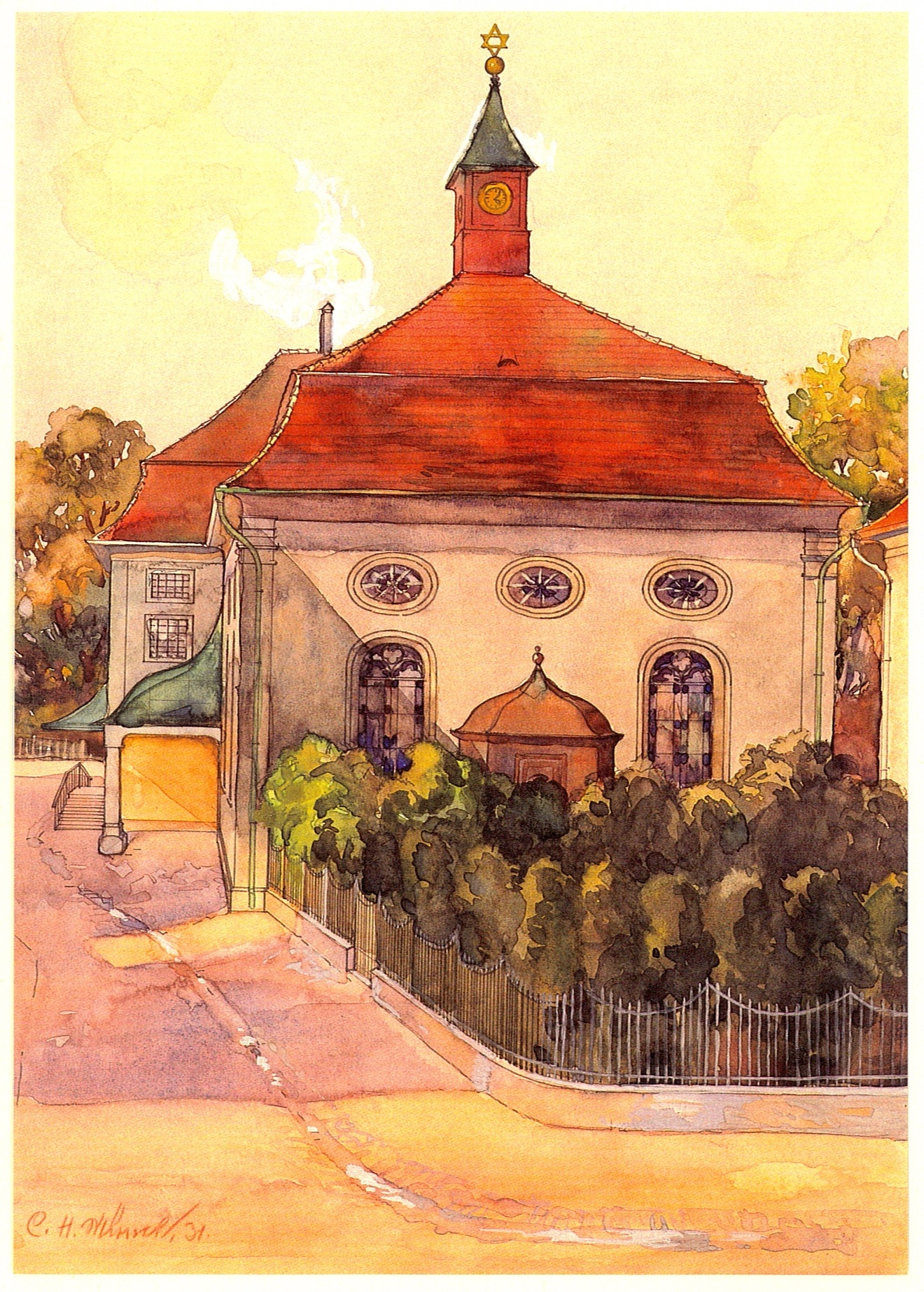
Salomon-Sulzer-Saal

- Salomon-Sulzer-Saal (frühere Synagoge)
 Von 1770 bis 1772 entstand nach Plänen des Bregenzerwälder Baumeisters Peter Bein das hoch gewölbte Gotteshaus im spätbarocken, klassizistischen Stil, das zu den bedeutendsten Synagogenbauten im Bodenseeraum zählte – ein kubischer Baukörper mit Mansardenwalmdach. Zwischen 1863 und 1867 wurde die Synagoge im Inneren umgebaut und erhielt einen Turm mit Uhr und Schlagwerk.
In den Jahren 2003/2004 wurde die ehemalige Synagoge unter der Leitung der Architekten Ada und Reinhard Rinderer renoviert und größtenteils das ursprüngliche Aussehen wiederhergestellt. Nach mehr als 60 Jahren wurde am 22. Juli 2004 erstmals wieder ein jüdischer Sabbat-Gottesdienst in der ehemaligen Synagoge abgehalten. Die offizielle Eröffnung nach der Renovierung fand am 21. Mai 2006 statt. Eröffnet wurde gemeinsam von Rabbiner Hermann Schmelzer (Jüdische Gemeinde St. Gallen), Pfarrer Thomas Heilbrun (Pfarrgemeinde St. Karl; siehe unten) und Imam Samir Redzepovic als Vertreter der Islamischen Religionsgemeinde unter Anwesenheit einiger Nachkommen jüdischer, für die Stadt bedeutsamer Bürger.
Das Gebäude trägt heute den Namen Salomon-Sulzer-Saal, benannt nach dem berühmten Kantor und Bürger der Stadt, und steht als Veranstaltungssaal sowie Teil der Musikschule der Öffentlichkeit zur Verfügung.

- Villa Iwan Rosenthal: ehemalige Fabrikantenvilla, seit April 2025 Literaturhaus Vorarlberg

- Jüdischer Friedhof Hohenems
 Der Jüdische Friedhof befindet sich am südlichen Stadtrand. Die Friedhofsanlage wurde im Jahr 1617, anlässlich der Ansiedlung der Juden in Hohenems, errichtet.

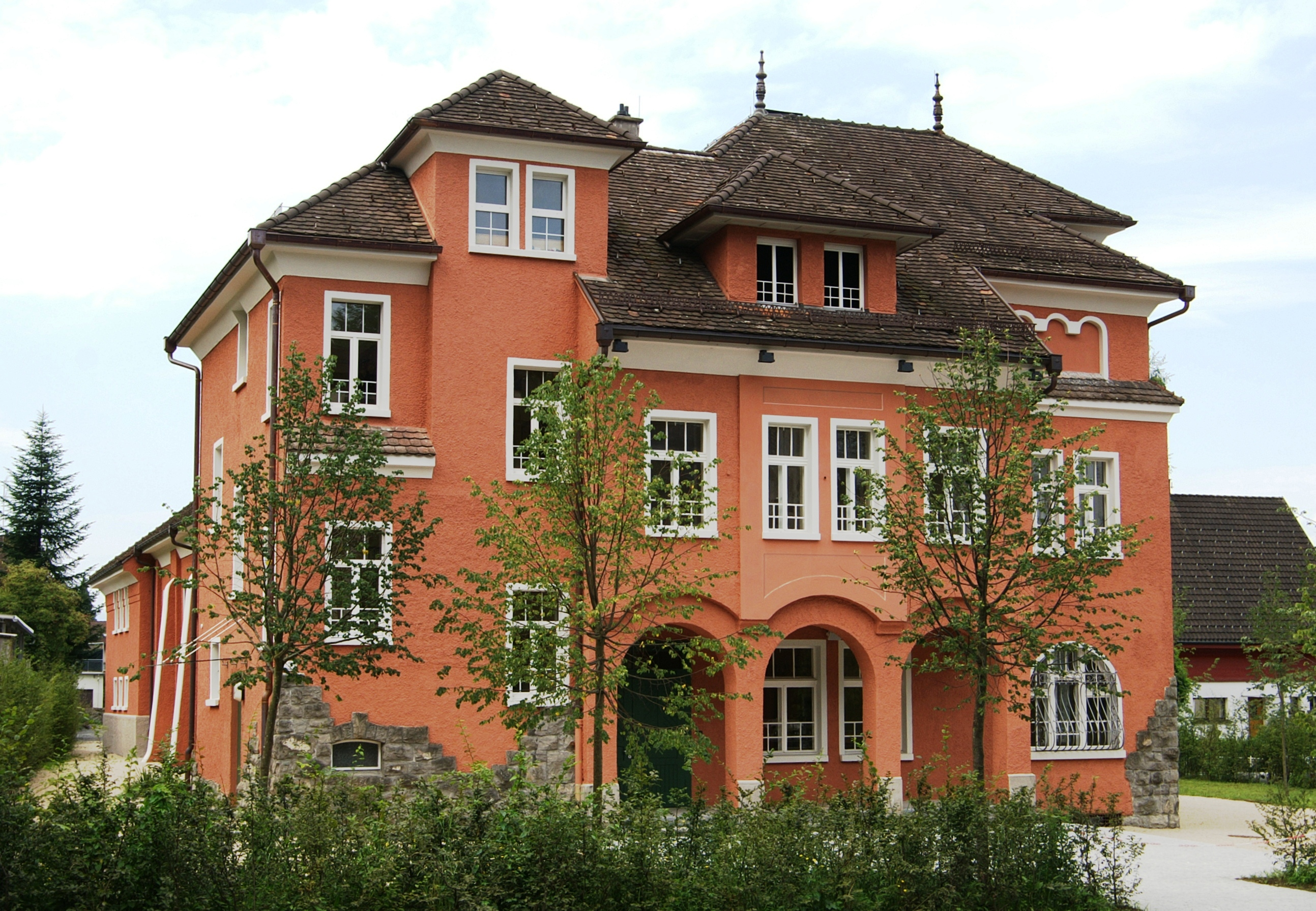
Markus-Sittikus-Saal

- Pfarrkirche zum hl. Karl Borromäus
 Das 1796–1797 an der Stelle der früheren Hannibal-Kirche erbaute Gotteshaus, das durch einen Gang mit dem Hohenemser Palast verbunden ist, ist dem heiligen Karl Borromäus, dem Stadtpatron von Hohenems, geweiht.
- Pfarrkirche Herrenried
- Markus-Sittikus-Saal
 Dieses 1913 nach Plänen des Architekten Hanns Kornberger errichtete Gebäude diente über neun Jahrzehnte als Turnhalle; bei der letzten Renovierung wurde es zum Konzertsaal umgebaut und 2005 als solcher erstmals von der Schubertiade Vorarlberg verwendet. Benannt ist der Saal nach Markus Sittikus von Hohenems, der von 1612 bis 1619 Fürsterzbischof von Salzburg war.

- Stickerei Amann
 Der repräsentative Zweckbau aus der Zeit vor dem Ersten Weltkrieg und wurde von 1910 bis 1911 vom Vorarlberger Architekten Hanns Kornberger (1868–1933) geplant. Die Architektur basiert auf klaren Pfeilerstrukturen mit ausgewogener Fensterteilung sowie einem aufwändig gestalteten Eingang mit Einfriedung.

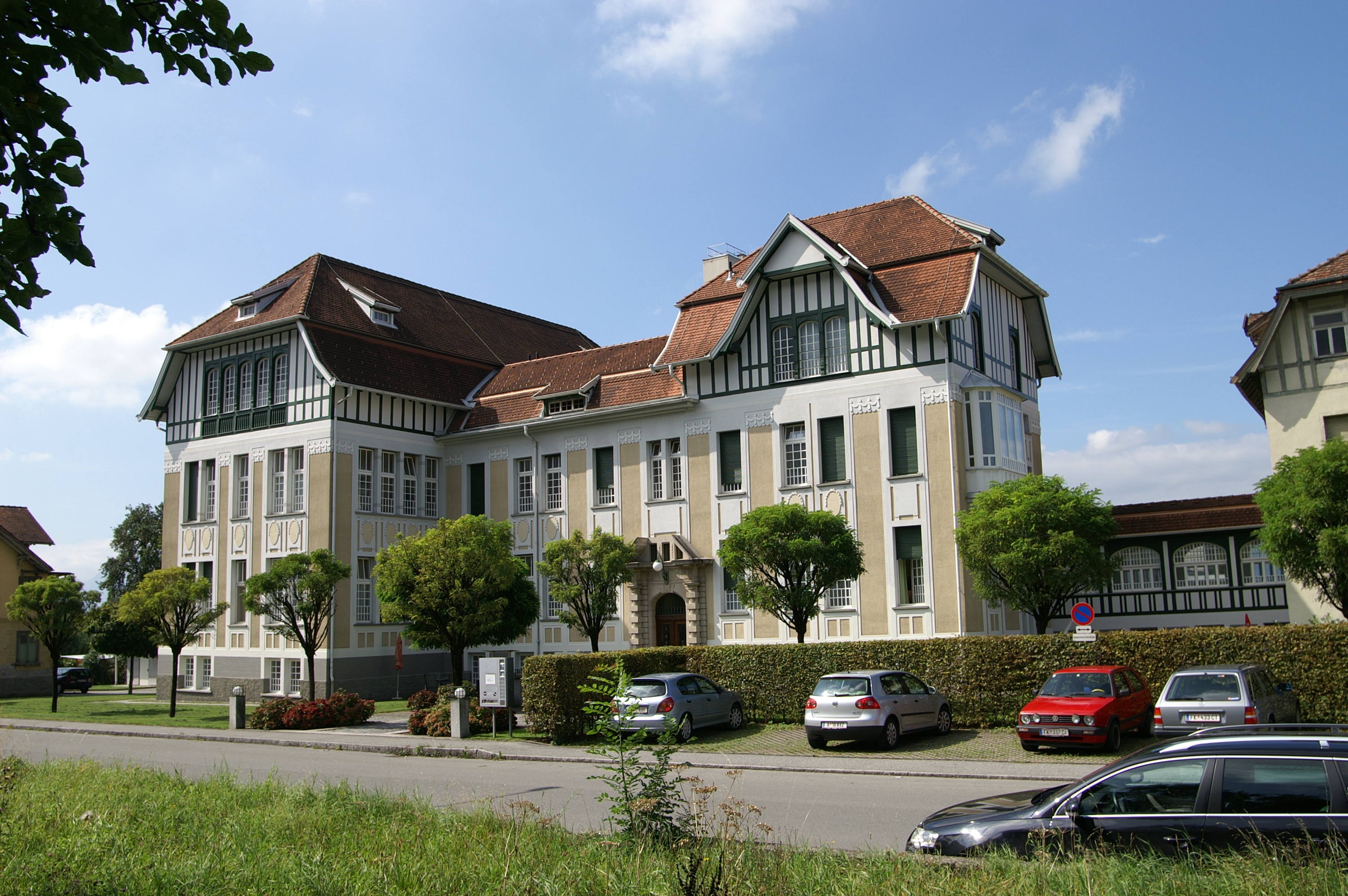
Altes Krankenhaus (Kaiserin-Elisabeth-Str.)

- Kaiserin-Elisabeth-Krankenhaus (Altes Krankenhaus)
Dieser Gebäudekomplex wurde vom Jugendstil-Architekten Hanns Kornberger von 1905 bis 1908 erbaut.

### Regelmäßige Veranstaltungen
- Mehrmals jährlich finden in Hohenems Tage der Schubertiade statt, in deren Mittelpunkt die Musik Franz Schuberts und seiner Zeit steht. Die Veranstaltungen finden gewöhnlich im Markus-Sittikus-Saal statt.
- Das jährlich stattfindende Festival Homunculus, das von den Veranstaltern als Festival für Puppen, Pointen und Poesie bezeichnet wird, ist ein fixer Bestandteil des Veranstaltungskalenders der Stadt Hohenems.
- Die Hohenemser Chor- und Orgeltage finden jährlich an drei Tagen Anfang Oktober statt.
- Das Kulturfest Emsiana jeweils an einem Wochenende im Mai bietet Führungen, Vorträge und Ausstellungen, Lesungen und Konzerte.

## Wirtschaft und Infrastruktur
Im Hohenems gab es im Jahr 2003 316 Betriebe der gewerblichen Wirtschaft mit 2999 Beschäftigten und 189 Lehrlingen. Insgesamt waren 6195 lohnsteuerpflichtige Erwerbstätige tätig.
In den 2000er Jahren konnten Arbeitsplatzverluste in der Textilindustrie und der Ski- und Sportartikelproduktion (siehe Kästle) durch Ansiedelungen neuer Unternehmen, wie einem Multiplex-Kino und einer Filiale eines internationalen Baumarkts, ausgeglichen werden. Große Unternehmen sind das Metallverarbeitungs-Unternehmen Collini und die Fleischwaren-Produktion efef.
Es gibt 6 Wirtschaftsparks:
- at & co regionales zentrum ems / Prisma-Zentrum
- Bäumler-Park
- Die Spinnerei Wirtschaftspark GmbH
- GeDe-Park (Dtex)
- Kästle-Park
- Otten Areal

Das Landeskrankenhaus Hohenems verfügt über 128 Betten. Das Krankenhaus betreibt auch eine Palliativstation. Es sind Abteilungen für Anästhesie, Innere Medizin und Intensivmedizin, Pulmologie, konservative Orthopädie und eine tageschirurgische Station vorhanden.
In unmittelbarer Nachbarschaft des Krankenhauses befindet sich die 2019 fertiggestellte Rettungszentrale Hohenems, in der die Abteilung Hohenems des Roten Kreuzes sowie die Bergrettung Hohenems untergebracht sind. Von hier aus werden Krankentransporte, Rettungs- und Notarztdienste für die Region besorgt.

## Freizeit und Sport

### Naherholungsgebiet Rheinauen
Mit den Rheinauen besitzt Hohenems – gemeinsam mit der benachbarten Gemeinde Altach – das größte Natur- und Freibad in Westösterreich. Auf 13 Hektar befinden sich ein 400 Meter langer Natursee am Alten Rhein, ein 50-Meter-Sportbecken, ein 1.000 m² großes Familienbecken, ein Ruhe-Pool und ein Kinder-, Plantsch- und Spielbereich. Zur Bade- und Freizeitanlage gehört auch ein Vitalparcours sowie ein frei zugänglicher Grillplatz. Abends kann die Anlage für Veranstaltungen von 30 bis 5000 Personen gemietet werden.

### Alpinsport
Hohenems ist durch die zentrale Lage im Rheintal Ausgangspunkt für Wanderungen und Mountainbiketouren. Beliebte Ausflugsziele sind unter anderem der Schlossberg mit der Ruine Alt-Ems, der Aussichtsberg Hoher Staufen, die Alpe Gsohl, die Schuttannen oder das Fluhereck (Emser Hütte). Bei Sportkletterern beliebt ist die Kalkfelsgruppe Löwenzähne oberhalb von Emsreute. Hier finden sich Kletterrouten in verschiedenen Schwierigkeitsgraden mit Wandhöhen bis zu 150 Metern.
Im Winter bietet die Berglandschaft oberhalb von Hohenems, im Skigebiet Schuttannen, für Skifahrer, Skitourer und Snowboarder gute Bedingungen.

## Verkehr

### Öffentlicher Verkehr
Der Bahnhof Hohenems, betrieben von den ÖBB, liegt an der Bahnstrecke Lindau–Bludenz. Es halten nur die Züge des Regionalverkehrs, wie die untertags viertelstündlich verkehrenden Regionalexpress- und Regionalzüge der S-Bahn Vorarlberg.
Der Bahnhof ist auch eine Haltestelle der Buslinien des Vorarlberger Verkehrsverbundes. Neben den nur im Ortsgebiet von Hohenems (auch als Bade-, Schi- und Wanderbus) verkehrenden Linien 170, 171, 174 und 175 fahren auch die Linien 180, 181, 184, 185 und 186 des Landbusses Unterland durch Hohenems. Die Rheintal Bus AG verkehrt mit der Linie 323/303 von Heerbrugg bis nach Hohenems Schlossplatz.
Im September 2012 begann der Umbau des Bahnhofs samt der zugehörigen Bushaltestelle in eine moderne Nahverkehrsdrehscheibe. Umgebaut bzw. komplett neu errichtet wurden bis einschließlich 2016 der bahntechnische Teil des Bahnhofs inklusive neuer Bahnsteige, Fußgänger- und Fahrradfahrerunterführung sowie Liften und ein neuer Bahnhofsvorplatz. Die Busse des Regionalverkehrs halten nunmehr direkt gegenüber dem Hausbahnsteig.

### Individualverkehr
Die Landesstraßen Vorarlberger Straße (L 190) und Rheinstraße (L 203) durchqueren von Norden nach Süden die Gemeinde, Ost-West-Verbindungen zwischen diesen beiden Straßen im Ortsgebiet bestehen mit der L 46 und L 47. Erstere führt nördlich des Zentrums von der L 190 zum Vollanschluss an der Rheintal/Walgau Autobahn (A 14) und zum Grenzübergang nach Diepoldsau.
2010 wurde nach jahrelanger Planung eine Neutrassierung der Vorarlberger Straße durch Hohenems fertiggestellt, die nun in einer Westschleife um die Stadtmitte herumführt. Mit dieser Maßnahme soll das historische Zentrum vom Durchgangsverkehr entlastet werden. Im Innenstadt Bereich, um das jüdische Viertel, wurde eine Begegnungszone eingerichtet. Der Kirchplatz ist 2022 zur Fußgängerzone umgewidmet worden. Auf allen Gemeindestraßen gilt eine Geschwindigkeitsbegrenzung von 30 km/h.

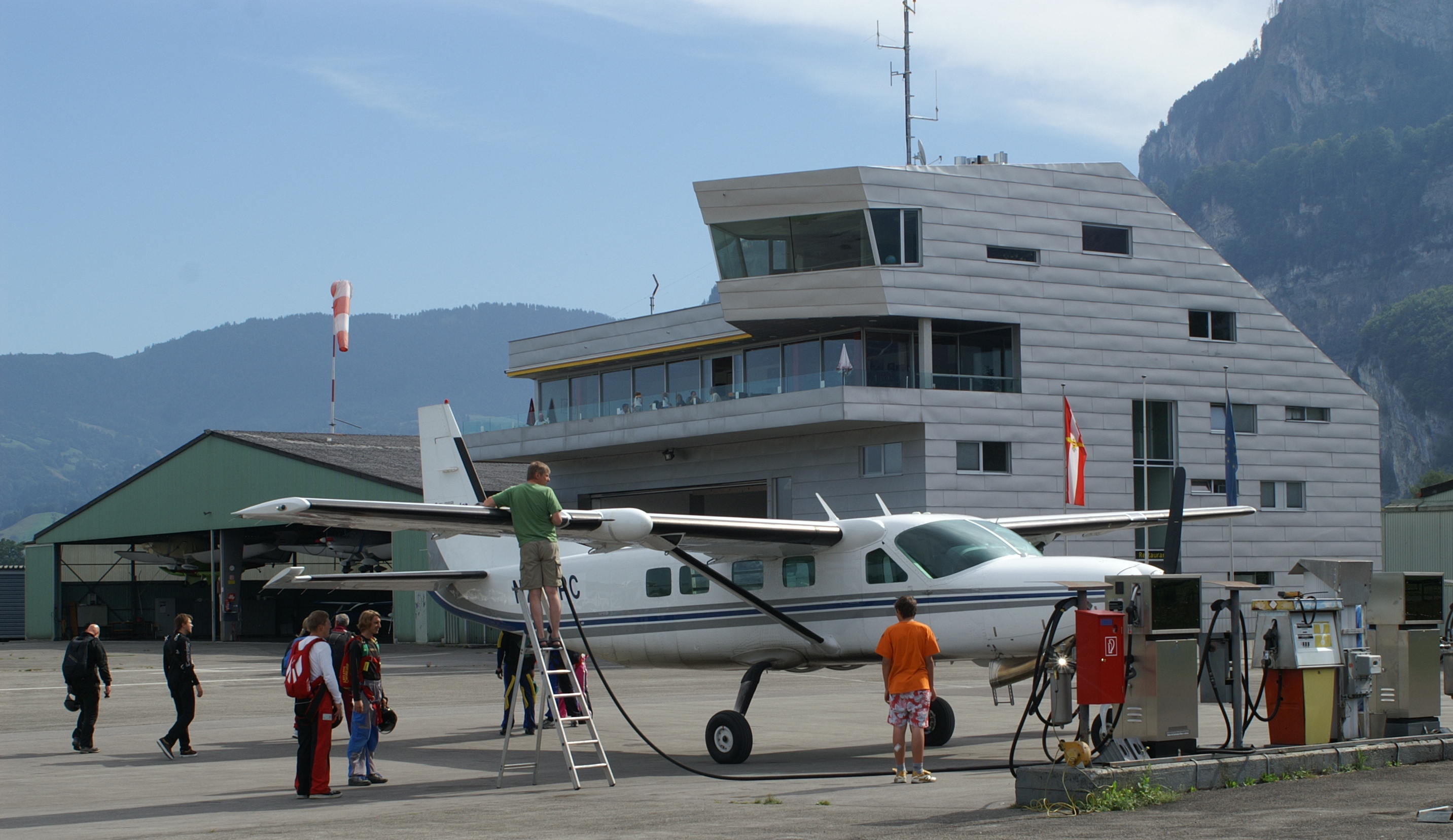
Flughafentower

### Luftfahrt
Mit dem Flugplatz Hohenems-Dornbirn besitzt Hohenems einen Sportflugplatz. In den 1970er Jahren wurde dieser von der Rheintalflug genützt, bis die Fluglinie aus Kapazitätsgründen auf den benachbarten Flugplatz St. Gallen-Altenrhein in der Schweiz ausweichen musste.

## Bildung
Bereits 1604 stiftete Graf Kaspar die erste Schule in Hohenems, in der Hofkaplanei wurden die Schüler vom Frühmesser unterrichtet. Im Jahre 1612 verpflichtete Graf Kaspar einen ersten weltlichen Schulmeister, der neben dem Frühmesser in der Lateinschule tätig war. Außerdem erlaubte er den in Hohenems ansässigen Juden 1617 den Bau einer eigenen jüdischen Schule, die trotz einer wechselvollen Geschichte bis 1913 erhalten geblieben war. Zwischen den Jahren 1861 und 1896 durften auch andersgläubige Schülerinnen und Schüler diese Schule besuchen. Von diesem Recht machten insgesamt 106 katholische Buben, 28 katholische Mädchen, 45 protestantische Buben und 63 protestantische Mädchen Gebrauch.
Heute verfügt Hohenems über vier Volksschulen, die VS Markt, die VS Herrenried, die VS Reute und die VS Schwefel, zwei Mittelschulen, die Sportmittelschule und Mittelschule Markt mit sportlichem Schwerpunkt und die MS Herrenried, eine Sonderschule.
Schwerpunkte des Bäuerlichen Schul- und Bildungszentrums für Vorarlberg (BSBZ) in Hohenems sind Landwirtschaft, Hauswirtschaft und Landschaftspflege. Absolventen der dreijährigen Fachschule erhalten einen Facharbeiterbrief. Zudem können nach dem Abschluss weiterführende Schulen mit Maturareife besucht werden. Mit der Fachschule für Berufstätige bietet das BSBZ Erwachsenen eine zweite Berufsausbildung in der Haus- und Landwirtschaft. Seit dem Schuljahr 2015/16 besteht mit der Höheren Lehranstalt für Landwirtschaft, Schwerpunkt Ressourcenmanagement und erneuerbare Energie, die Möglichkeit, direkt an der Schule die Reifeprüfung abzulegen. Somit verfügt Hohenems erstmals über eine Schule, die nach fünf Jahren mit der Matura abgeschlossen werden kann.
Weitere Bildungseinrichtungen sind die Volkshochschule, die Musikschule tonart sowie eine private Montessori-Schule. An vorschulischen Einrichtungen sind 15 Kindergärten sowie vier städtische und eine private Kinderbetreuungseinrichtung zu nennen.

## Wissenswertes
Der Kaiser von Österreich-Ungarn trug unter anderem auch den Titel „Graf von Hohenems“ (siehe Großer Titel des Kaisers von Österreich). Auch Kaiserin Elisabeth von Österreich-Ungarn (besser bekannt als „Sissi“ bzw. „Sisi“) reiste inkognito als „Gräfin von Hohenems“ (es sind noch entsprechende Visitenkarten erhalten), so auch zum Zeitpunkt ihrer Ermordung in Genf.

## Persönlichkeiten

### Ehrenbürger der Stadt
- Guntram Hämmerle (1821–1875), Landtagsabgeordneter und Staatsanwalt[42]
- Joachima Profanter (1841–1921), Schwester Oberin im christlichen Armenhaus
- Arthur Neudörfer (1877–1952), Arzt (Obermedizinalrat)[43]
- Konrad Renn (1881–1959), Pfarrer
- Otto Amann (1926–2011), ehemaliger Bürgermeister

### Söhne und Töchter der Stadt
- Rudolf von Ems (1200–1254), mittelalterlicher Dichter und Minnesänger
- Wolf Dietrich von Hohenems (1508–1538), Graf und Heerführer
- Markus Sittikus von Hohenems (1533–1595), Bischof von Konstanz, päpstlicher Legat, Kardinal
- Kaspar von Hohenems (1573–1640), Reichsgraf
- Markus Sittikus von Hohenems (1574–1619), Fürsterzbischof von Salzburg
- Salomon Sulzer (1804–1890), Reformkantor und Komponist
- Johann Drexel (1844–1905), Politiker und Lehrer
- Sigismund Schwarz (1849–1919), Bankier und Unternehmer
- Lucian Brunner (1850–1914), Jurist, Funktionär und Politiker
- Johann Josef Ammann (1852–1913), Ethnograph und Pädagoge
- Rudolf Rosenthal (1873–1954), österreichisch-US-amerikanischer Kunsthändler und Kunsthistoriker
- August Waibel (1876–1937), Lehrer und Politiker (CSP), Abgeordneter zum Vorarlberger Landtag und Bürgermeister von Hohenems
- Albert Drexel (1889–1977), katholischer Priester, Sprachwissenschaftler und Völkerkundler
- Franz Häfele (1889–1947), Historiker
- Hans David Elkan (1900–1944), Lehrer und Philosoph, NS-Opfer
- Bernhard Vogel (1913–2000), Politiker, Landtagsabgeordneter und Bundesrat (SPÖ)
- Hugo Obwegeser (1920–2017), Kieferchirurg und Professor für Kieferchirurgie und Fachautor
- Camillo Schoenbaum (1925–1981), Musikwissenschaftler
- Willi Aberer (1927–2007), Politiker (ÖVP) und Landtagsabgeordneter
- Dorit Amann (* 1939), Schauspielerin
- Helmut Fend (* 1940), Pädagoge und Hochschullehrer
- Eckart Witzigmann (* 1941), Koch, mit drei Sternen im Guide Michelin ausgezeichnet
- Arnulf Häfele (* 1946), Politiker (SPÖ)
- Monika Helfer (* 1947), Autorin
- Werner Huber (* 1947), Politiker (ÖVP), Bürgermeister und Abgeordneter zum Vorarlberger Landtag
- Elmar Oberhauser (* 1947), Journalist
- Wolfram Waibel sen. (1947–2023), Sportschütze, Vize-Welt- und Vize-Europameister
- Reinhold Bilgeri (* 1950), Popsänger und Autor
- Gerd Nachbauer (* 1951), Geschäftsführer und künstlerischer Leiter der Schubertiade
- Monika Reis (* 1951), Politikerin (ÖVP), Abgeordnete zum Vorarlberger Landtag
- Heinz Peter Ritter (* 1952), Polizist und Politiker (ÖVP), Abgeordneter zum Vorarlberger Landtag
- Elmar Mayer (* 1953), Lehrer und Politiker (SPÖ), Abgeordneter zum Österreichischen Nationalrat
- Peter Oswald (1953–2017), Kultur- und Musikmanager
- Hans Jörg Schelling (* 1953), Unternehmer, Politiker (ÖVP) und Bundesminister für Finanzen
- Harald Walser (* 1953), Historiker, Gymnasialdirektor und Politiker
- Lisbeth Bischoff (* 1955), Journalistin, bekannt als ORF-Adelsexpertin
- Renate Breuß (* 1956), Kunsthistorikerin
- Karlheinz Kopf (* 1957), Politiker (ÖVP), Abgeordneter zum Nationalrat
- Christian Feurstein (1958–2017), Abt von Stift Rein
- Susanne Breuss (* 1963), Kuratorin, Kulturhistorikerin und Hochschullehrerin
- Elisabeth Märk (* 1964), Politikerin (SPÖ) und Hauptschullehrerin
- Andreas Jäger (* 1965), Meteorologe und Fernsehmoderator
- Anton Schäfer (* 1965), Rechtsanwalt und Fachautor
- Michael Floredo (* 1967), Komponist und Organist
- Dieter Egger (* 1969), Politiker, Bürgermeister von Hohenems
- Kathrin Stainer-Hämmerle (* 1969), Politik- und Rechtswissenschaftlerin, Hochschullehrerin
- Adi Hütter (* 1970), Fußballspieler und -trainer
- Lisa Spalt (* 1970), Schriftstellerin
- Harald Morscher (* 1972), Radrennfahrer
- Markus Klien (* 1977), Abgeordneter zum Vorarlberger Landtag
- Fatima Spar (* 1977), Sängerin und Komponistin
- Marco Baldauf (* 1979), Kunstturner
- Christian Klien (* 1983), Automobilrennfahrer
- Dominik Ouschan (* 1984), Fußballschiedsrichter
- Ramazan Özcan (* 1984), Fußballspieler
- Matthias Brändle (* 1989), Radrennfahrer
- Kevin Fend (* 1990), Fußballspieler
- Rifat Şen (* 1990), Fußballspieler
- Marcel Mathis (* 1991), Skirennläufer
- Sefa Gaye (* 1994), Fußballspieler
- Christine Scheyer (* 1994), Skirennläuferin
- Volkan Akyıldız (* 1995), Fußballspieler
- Tobias Wauch (* 1995), Radsportler
- Florian Eres (* 1998), Fußballspieler
- Maurice Mathis (* 1999), Fußballspieler
- Jan Stefanon (* 1999), Fußballspieler
- Adem Draganovic (* 2000), Fußballspieler
- Sheileen Waibel (* 2001), Sportschützin
- David Reinbacher (* 2004), Eishockeyspieler

### Persönlichkeiten mit Hohenems-Bezug
- Jean Améry (1912–1978), früherer Name: Hans Chaim Mayer, Schriftsteller; seine Familie stammt aus Hohenems.
- August Brentano (1828–1886), jüdischer Auswanderer aus Hohenems, der 1851 in die Vereinigten Staaten kam und dort Zeitungsausträger wurde. Später begründete er Brentano’s, den größten Buchladen von New York. Gewohnt hat er im Haus gegenüber der ehem. Synagoge in Hohenems.
- Karl Borromäus (1538–1584), Pestheiliger, Kardinal, dann Erzbischof von Mailand, ist Stadtpatron von Hohenems.
- Karl Falschlunger (1930–2012), Landtagsabgeordneter und Landtagsvizepräsident
- Esaias Gruber († um 1595), der Ältere und der Jüngere, Bildhauerfamilie, schuf Bildwerke in der Pfarrkirche St. Karl und im Palast.
- Jürgen-Thomas Ernst (* 1966 in Lustenau), Autor, ist in Hohenems aufgewachsen.
- Ely Jacques Kahn, US-amerikanischer Architekt.
- Michael Köhlmeier (* 1949), Autor, lebt in Hohenems.
- Paula Köhlmeier (1982–2003), Tochter von Michael Köhlmeier, Autorin, ist in Hohenems aufgewachsen und hier tödlich verunglückt.
- Hanns Kornberger (1868–1933), Jugendstil-Architekt, war an zahlreichen Bauwerken in Hohenems beteiligt und ist hier gestorben.
- Martino Longhi der Ältere (* um 1530; † 1591), Architekt des Hohenemser Palast und jetzigen Rathauses (früher Gästehaus der Grafen)
- Aron Tänzer (1871–1937), Rabbiner (1896–1905 in Hohenems) und Historiker
- Regina Ullmann (1884–1961), Schriftstellerin
- Andreas Ulmer (1880–1953), Historiker, schrieb ein bedeutendes Buch über die Burgen und Edelsitze Vorarlbergs und Liechtensteins
- Ludwig Welti (1904–1971), Historiker
- Stefan Zweig (1881–1942), Schriftsteller (seine Mutter stammt aus dem Brettauer-Haus)